# Religioni in Giappone
La religione in Giappone è caratterizzata dalla mancanza di seguaci di un unico e solo filone religioso e vi è piuttosto la tendenza ad accomunare diversi elementi di varie religioni in modo sincretico, tendenza nota come shinbutsu shūgō (神仏習合? "sincretismo di kami e Buddha"). Lo shinbutsu shūgō fu ufficialmente disconosciuto come religione a seguito della restaurazione Meiji nel 1868, ma ciò nonostante continua a essere praticato. Lo shintoismo e il buddhismo giapponese quindi devono essere intesi non come due fedi completamente separate e concorrenti, ma piuttosto come un unico complesso sistema religioso.
Ai sensi dell'articolo 20 della sua Costituzione, il Giappone gode di piena libertà religiosa, permettendo ai suoi cittadini di aderire a qualsiasi tipo di fede, tra le quali vi sono anche il cristianesimo, l'islam, l'induismo, e il taoismo.

## Il Panorama Religioso in Giappone
Le religioni maggiormente diffuse in Giappone sono lo shintoismo e il buddhismo. Stabilire quale sia quella con maggior seguito è difficile, in quanto i numeri dei credenti vengono spesso elaborati sulla base dei dati estrapolati dai certificati di nascita, a seguito della pratica consolidata di associare ufficialmente il nome di famiglia a un locale tempio buddhista o, nel caso dello shintoismo, considerando come parte della comunità tutti quei cittadini che rientrano all'interno del territorio del vicino santuario. Molti giapponesi seguono sia i credi dello shintoismo che quelli del buddhismo, tendenza nota come shinbutsu shūgō (神仏習合? "sincretismo shinto-buddhistico"), la quale, pur essendo stata ufficialmente disconosciuta come religione a seguito della restaurazione Meiji nel 1868, continua a essere praticata. Nei sondaggi la percentuale di coloro che si dichiara shintoista è soggetta spesso a variazioni poiché, pur prendendo parte ai riti shintoisti, pregando presso i santuari o gli altari privati, la maggior parte dei giapponesi non si identifica con il termine "shintoista". Questo perché per loro il termine in sé ha ben poco significato, o perché manifestare di seguire apertamente lo shintoismo viene visto come una forma di adesione a una delle tante organizzazioni religiose presenti nel Paese. Nella cultura giapponese, lo stesso termine "religione" (宗教?, shūkyō) si riferisce solamente alle organizzazioni religiose. Le persone che si dichiarano "non religiose" (無宗教?, mushūkyō) nei sondaggi, in realtà, intendono dire che non appartengono ad alcun'organizzazione, anche se possono prendere parte a riti shintoisti.
Un sondaggio del 1952 condotto dallo Yomiuri Shinbun rivelava che il 64,7% dei giapponesi credesse in qualche forma di religione. Questo numero è sceso al 35% nel 1958 e ha continuato a scendere al 31% nel 1963 e nel 1968, raggiungendo il 25% nel 1973 prima di risalire fino al 34% nel 1978. Nel 1983 la percentuale si è di nuovo abbassata, questa volta al 32%. Una nuova indagine del 2000 dello stesso quotidiano rivelava che il 76,6% dei giapponesi non credesse in una religione specifica, mentre altri sondaggi di quel periodo attestavano la percentuale di non credenti al 70%. Nel 2001 il 64% non credeva in Dio e il 55% non credeva in Buddha; quattro anni più tardi la percentuale di non credenti era del 72%, a fronte di un 25% di credenti di cui solo il 20% praticante. Nel 2011 la percentuale di non religiosi (atei, deisti, agnostici e shintoisti non dichiarati) raggiungeva il 67%, mentre secondo lo studioso di religioni Steven Heine, nello stesso anno, meno del 15% dei giapponesi credeva in Dio.
Secondo l'annuario dell'Agenzia per gli Affari Culturali del 2007, 105 milioni di persone si identificavano come shintoisti, 89 milioni come buddhisti, 2 milioni come affiliati al cristianesimo e 9 milioni nella categoria altre religioni, tra cui Tenrikyō, Seicho-No-Ie, Sekai Kyūseikyō e Perfect Liberty Kyōdan. Gli accademici stimano che ci siano tra i centomila e i centodiecimila musulmani in Giappone, il 10% dei quali sono cittadini giapponesi. L'ambasciata israeliana stima che ci siano circa duemila ebrei nel Paese, la maggior parte dei quali di origine straniera. Da un sondaggio del 2008 effettuato dalla NHK Broadcasting Culture Research Institute e dalla ISSP (International Social Survey Programme) è risultato che, delle 1200 persone intervistate, il 39% ha riferito di avere una fede religiosa, di cui il 34% ha dichiarato di seguire il buddhismo, il 3% lo shintoismo, l'1% il cristianesimo (0,7% protestantesimo, 0,3 % cattolicesimo) e un altro 1% ha dichiarato di seguire altre religioni.

## Shintoismo

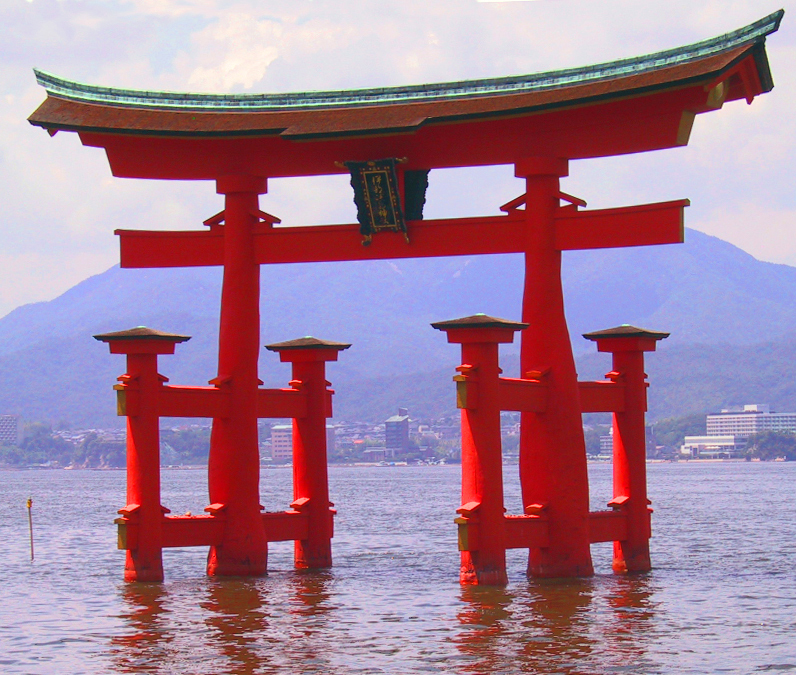
Torii (il portale tradizionale dei templi shintoisti) del santuario di Itsukushima

Lo shintoismo (o scintoismo) è la religione autoctona del Giappone. Prevede l'adorazione dei kami (神?), un termine che può essere tradotto come divinità, spiriti naturali o semplicemente presenze spirituali. Alcuni kami sono locali e possono essere considerati come gli spiriti guardiani di un luogo particolare, ma altri possono rappresentare uno specifico oggetto o un evento naturale, come per esempio Amaterasu, la dea del Sole. Anche le persone illustri, gli eroi e gli antenati divengono oggetto di venerazione dopo la morte e vengono a loro volta annoverati tra i kami.
La parola shintō nasce dall'unione dei caratteri shin (神? "divinità", "spirito") e dō (道? "via", "sentiero"). Quindi, shintō significa letteralmente "pratica degli dèi", "via degli dèi". In alternativa a shintō, l'espressione puramente giapponese (con il medesimo significato) per indicare lo shintoismo è kami no michi. Il termine shintō viene adoperato anche per indicare il corpo della divinità, ovvero la reliquia presso cui il kami partecipa materialmente (per esempio una spada sacra).
Nella seconda metà del XIX secolo, nel contesto della restaurazione Meiji fu elaborato lo shintō di Stato (国家神道?, Kokka shintō), che mirava a dare un supporto ideologico e uno strumento di controllo sociale alla classe dirigente giapponese, e poneva al centro la figura dell'imperatore e della dea Amaterasu, progenitrice della stirpe imperiale. Lo shintō di Stato fu abolito alla fine della seconda guerra mondiale, con l'occupazione del Giappone. Alcune pratiche e insegnamenti shintoisti che durante la guerra erano considerati di grande preminenza ora non sono più insegnati o praticati mentre altri rimangono grandemente diffusi come pratiche quotidiane senza però assumere particolari connotazioni religiose, come l'omikuji (una forma di divinazione).

## Buddhismo

Il Buddha Amida di Kamakura

Il buddhismo fece la sua comparsa in Giappone nei primi anni del VI secolo. Allora, alcuni monaci coreani, originari della parte meridionale del regno di Paekje, portarono le traduzioni cinesi dei libri canonici (sutra) nella terra del Sol Levante e qui si diffuse velocemente, grazie soprattutto ad alcuni aristocratici giapponesi appartenenti alla casa imperiale, che aiutarono a incrementarne la diffusione con la costruzione di numerosi templi, tra i quali il celebre Hōryū-ji, presso Nara.
Il buddhismo nella lingua giapponese viene denominato bukkyō (佛教? insegnamento del Buddha) e si compone di differenti scuole (宗?, shū, dottrina) le quali vengono raggruppate in quattro principali correnti: buddhismo di Nara (il quale comprende le scuole Kusha, Jōjitsu, Sanron, Ritsu, Hossō e Kegon), buddhismo Nichiren (Hokke Honmon, Kempon Hokke, Nichiren Honshu, Nichiren Shōshū, Honmon Nokke, Honmon Butsuryu), buddhismo della Terra Pura (Jodo, Jodo Shin e Jii) e buddhismo zen (Obaku, Rinzai e Sōtō).
Il buddhismo Nichiren deriva dall'opera del monaco giapponese Nichiren, il quale stabilì una forma più radicale di buddhismo incentrata sul Sutra del Loto, considerato il più importante e completo insegnamento buddhista. L'insegnamento di Nichiren era rivoluzionario e progressista, egli fu il primo pensatore giapponese a dichiarare che le donne potessero ottenere l'illuminazione. Il buddhismo di Nichiren è la più grande setta buddista in Giappone, mentre la Soka Gakkai è una delle più famose associazioni che promuovono e insegnano il buddhismo a livello internazionale, nonostante sia stata spesso oggetto di aspre polemiche da parte dei mass media, in quanto non sembrerebbe rispettare il principio (sancito dall'articolo 20 della Costituzione giapponese) di separazione fra religione e politica per via di legami con il partito politico nipponico Kōmeitō.
Un'altra forma di buddhismo è la corrente della "Terra Pura" sviluppatasi intorno al culto del Buddha Amitabha (Amida in Giappone) il quale vive in un "paradiso occidentale" cui il fedele può accedere invocando il suo nome. Infatti uno dei credi di questa corrente è che la buddhità non possa essere ottenuta da soli: è necessario appoggiarsi su un "altro", che in questo caso è Amida, attraverso la sua invocazione (secondo alcuni è necessario accumulare anche meriti, mentre per altri l'invocazione è sufficiente di per sé) e della recita della frase Namu Amida Butsu in modo da condurre una vita felice fino all'entrata definitiva nel Nirvāṇa.

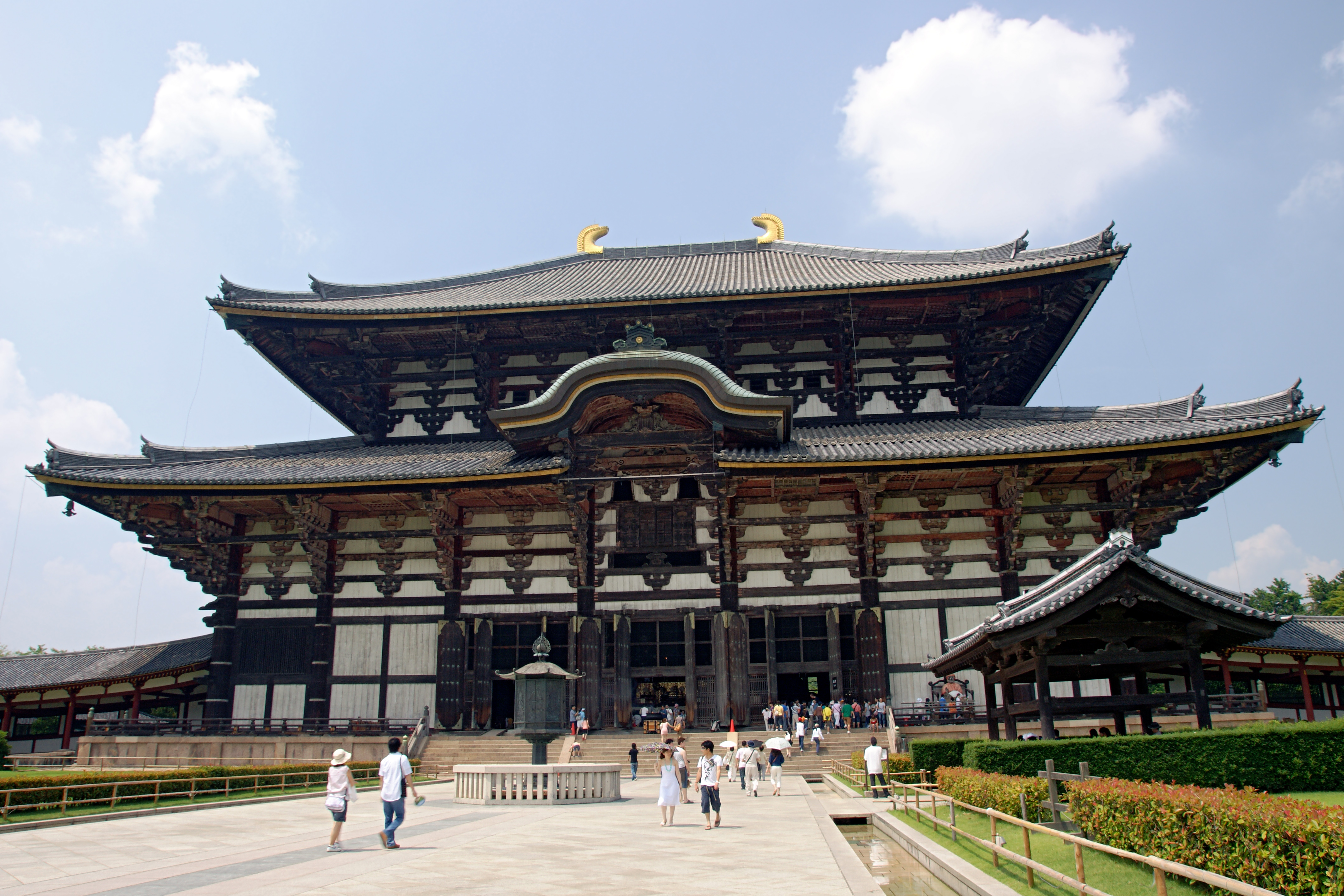
Il tempio Tōdai-ji a Nara

Le sei scuole presenti nella città di Nara prendono il nome di buddhismo di Nara, il quale durante il periodo omonimo ebbe un forte sostegno dalla corte imperiale, diventando quasi una religione di Stato (pur non abbandonando lo shintoismo). In quegli anni fu infatti costruita una statua di bronzo del Buddha alta 18 metri e del peso di 450 tonnellate all'interno del tempio Tōdai-ji. Il buddhismo zen, invece, arrivò in Giappone nel XII secolo, dove divenne la religione dei samurai. La corrente zen sottolinea l'indivisibilità del Buddha da tutto ciò che esiste: l'uomo quindi può e deve raggiungere, già in questo mondo, l'unità con la divinità. Ciò può avvenire solo tramite un'illuminazione interiore, la quale può essere provocata anche da stimoli fisici, come ad esempio attraverso il senso del bello o dei gesti quotidiani, su tutti l'arte di arrangiare i fiori (ikebana) o la cerimonia del tè (cha no yu).
Oggi, secondo gli studiosi statunitensi Richard H. Robinson e Willard L. Johnson i sondaggi di opinione indicherebbero che molti giapponesi non si identificano più in una religione specifica. Il buddhismo sopravvive essenzialmente nelle comunità rurali che ancora lo praticano nei templi locali e nella classe colta delle città che vedono nel pensiero buddhista un aiuto di tipo psicoterapeutico o spirituale. Gli altri giapponesi si rivolgono alle scuole buddhiste al solo scopo di celebrare un genere di funzioni religiose conosciuto come "buddhismo funerario".

## Nuove religioni
- Ruolo del fondatore: il fondatore della nuova dottrina viene venerato come kami vivente già durante la sua vita
- Rapporto col mondo spirituale: fondatori posseduti dalle divinità o pratiche di esorcismo e spiritismo
- Promessa di benefici materiali: le religioni sono in grado di dare sollievo ai propri problemi fisici o spirituali
- Aspetto millenarista: frequenti profezie sulla fine del mondo o rivelazioni e nuove scritture sacre di origine soprannaturale
- Forte struttura organizzativa: struttura della comunità quasi militare e forte senso di coesione tra gli adepti

Oltre alla presenze delle due maggiori religioni, shintoismo e buddhismo, nel Giappone moderno esiste una grande varietà di nuovi movimenti religiosi, i quali vengono comunemente riconosciuti col nome di shinshūkyō (新宗教? "nuove religioni"). Questo termine andò a sostituire il termine piuttosto peggiorativo di shinkō shūkyō (新興宗教? "religioni appena sorte"), le quali, a differenza delle religioni tradizionali, venivano giudicate non affidabili.
Le nuove religioni giapponesi hanno in comune (oltre al sincretismo) alcune caratteristiche o elementi che si ritrovano, in maggiore o minore proporzione, in molte di queste nuove religioni.
Una delle caratteristiche più comuni è l'importanza del ruolo del fondatore (o fondatrice, in quanto in molti casi il fondatore è una donna), il quale viene elevato al ruolo di dio in terra, e di conseguenza venerato come tale, assumendo un ruolo messianico particolare dopo la morte. Benché il fondatore non corrisponda al dio creatore, esso ne prende le veci svolgendo la funzione di portavoce o intermediario.
Il rapporto col mondo degli spiriti tipico di queste religioni affonda le proprie radici nella religiosità popolare giapponese e nello sciamanismo. Il fondatore riveste ancora un ruolo fondamentale in quanto spesso viene posseduto dalla divinità principale e nel mentre si dà una particolare attenzione alle pratiche che mirano a risolvere problemi legati agli spiriti quali l'esorcismo e lo spiritismo.

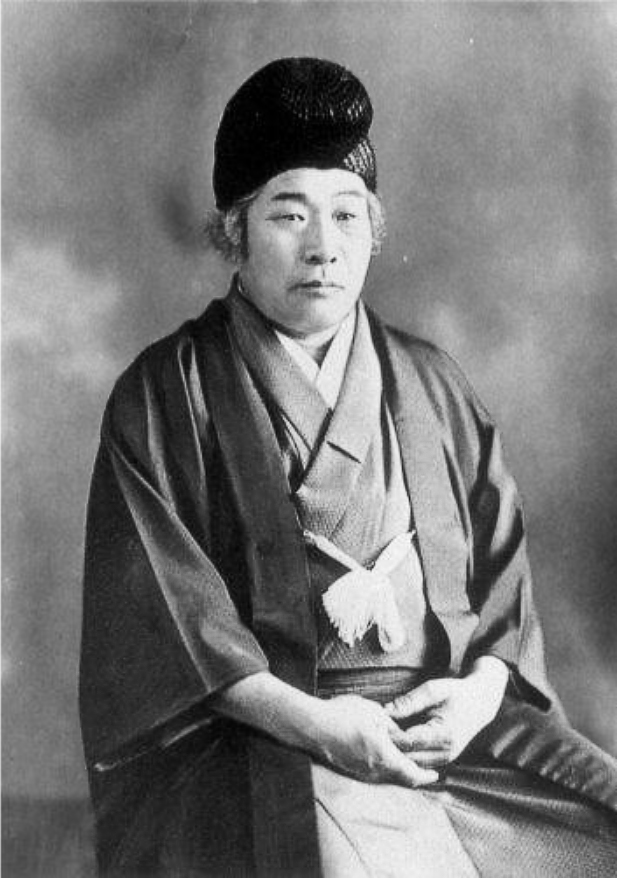
Onisaburō Deguchi, cofondatore del movimento religioso Ōmoto

Un'altra caratteristica importante è la presenza della ricorrente promessa di benefici materiali, di tecniche o arti mediante il quale ottenere un immediato sollievo ai propri problemi fisici o spirituali, oppure un certo grado di felicità e prosperità in questa vita.
Un quarto elemento comune è la caratterizzazione di queste religioni sotto un aspetto millenarista, con frequenti profezie apocalittiche e l'attesa di un mondo nuovo, elementi che le accomunano ai movimenti di origine cristiana occidentali. Tra questi elementi comuni vi è anche la presenza di nuove rivelazioni e nuove scritture sacre presentate come di origine soprannaturale.
L'ultimo elemento caratteristico è la presenza di una forte struttura organizzativa e un forte senso della comunità è assai più sviluppato rispetto ad altre esperienze religiose giapponesi. Quest'ultimo aspetto e collegato all'organizzazione di luoghi di pellegrinaggio, realizzazioni di mausolei per i fondatori e di nuovi centri culturali e religiosi cui talvolta è attribuito anche un importante significato storico o escatologico.
Il numero delle nuove religioni ufficialmente riconosciute si aggira sul centinaio, e il numero totale di fedeli rientra nell'ordine delle decine di milioni. Tra le tecniche per fare proseliti vi è quella del marketing, e spesso il confine tra impresa e setta religiosa diviene molto sfumato, come nel caso del Kōfuku-no-Kagaku (chiamato dai suoi adepti "Istituto per la ricerca della felicità umana"), il quale cominciò la propria attività nel 1986 come casa editrice, per raggiungere dieci anni dopo gli 8.250.000 seguaci, tra membri veri e propri e abbonati alla sua rivista mensile.
Essendo le prime nuove religioni nate già nell'Ottocento, si è dovuto procedere a un'ulteriore specificazione per distinguere i movimenti recenti da quelli recentissimi, coniando una nuova espressione nota come shin-shinshūkyō (新新宗教? "nuove religioni nuove") nate negli anni trenta del XIX secolo o dopo la seconda guerra mondiale. Tra le nuove religioni di seconda generazione vi è l'Ōmoto, movimento che raggiunse oltre due milioni di aderenti nel periodo fra le due guerre mondiali, e dal quale derivano i movimenti Sekai Kyuseikyō, Sukyō Mahikari, Seicho-No-Ie e Byakko Shinko Kai.
Tra le nuove religioni di terza generazione, diffusesi in Giappone tra il 1980 e il 1990, vi è l'Aum Shinrikyō, il movimento di origine buddhista fondato da Shōkō Asahara e tristemente noto per una serie di attività criminali (peraltro organizzate dai dirigenti senza che la maggioranza dei membri ne fossero consapevoli), dall'assassinio di dissidenti e oppositori fino all'attacco contro una stazione della metropolitana di Tokyo a base di gas asfissianti nel marzo 1995.

## Minoranze religiose

### Cristianesimo

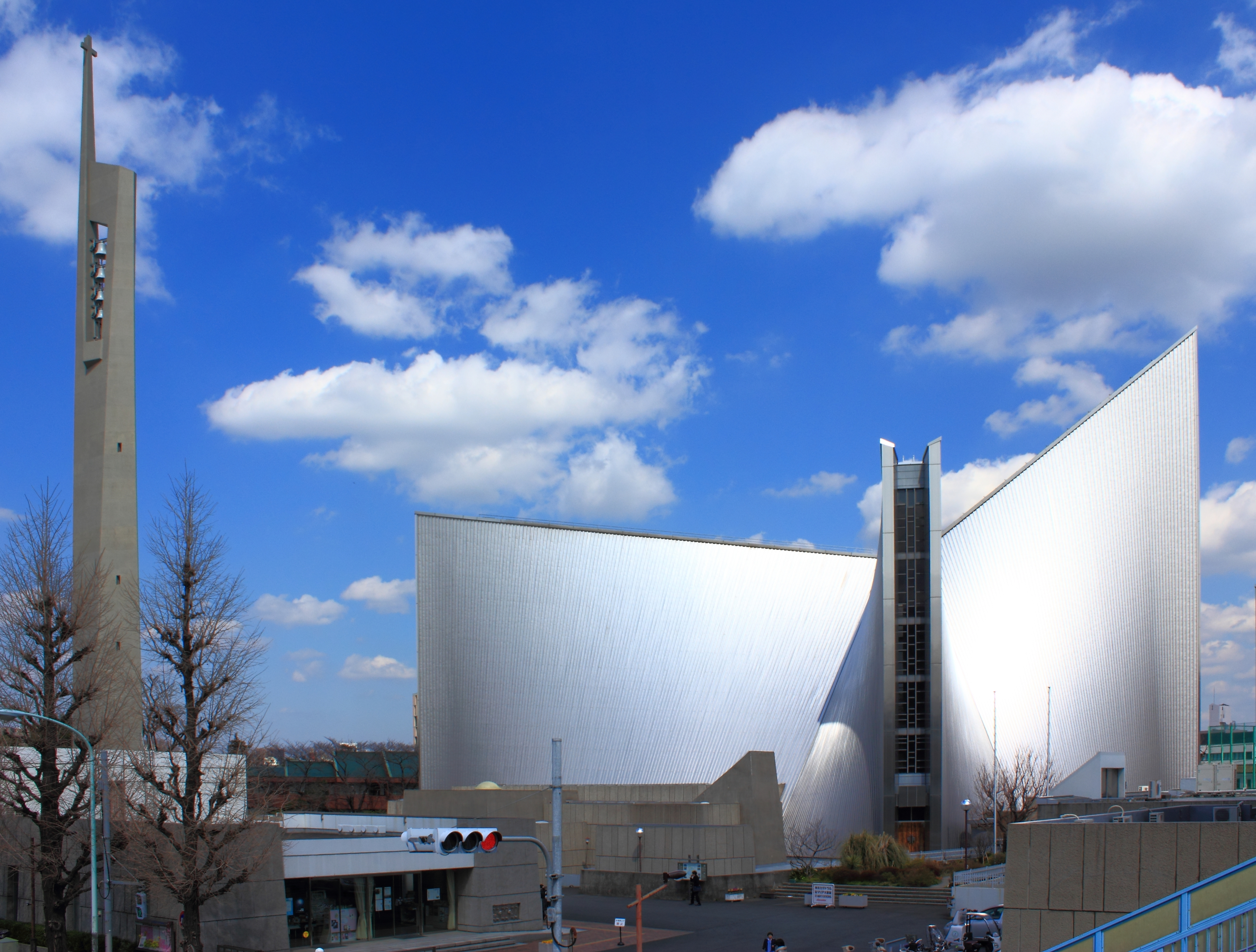
La cattedrale di Santa Maria a Tokyo

L'evangelizzazione cristiana del Giappone ebbe inizio il 15 agosto 1549, giorno in cui il missionario gesuita Francesco Saverio sbarcò sull'arcipelago nipponico provenendo dalla penisola di Malacca. Egli fu responsabile della fondazione della prima comunità cristiana, la quale trovò posto nell'isola di Kyūshū, la più meridionale tra le quattro grandi isole che formano l'arcipelago. Nel corso del XVI secolo la comunità cattolica crebbe fino a toccare le 300 000 unità, e la città marinara di Nagasaki ne era il centro principale.
La dinastia al potere, nella figura dello shōgun Tokugawa Ieyasu, interpretò la presenza dei cristiani come una minaccia al controllo del Paese, perciò firmò un editto di espulsione dei cristiani e bandì il cristianesimo, espulse tutti gli stranieri e vietò ai cristiani giapponesi di praticare la loro religione. Ciò nonostante i cristiani continuarono a professare la fede in modo sotterraneo.
Solo nel 1853 il Paese fu riaperto ai rapporti con l'estero, facendo sì che numerosi religiosi di fede cattolica, protestante e ortodossa sbarcassero in Giappone. Nel 1871, a seguito della restaurazione Meiji e dell'entrata in vigore della libertà religiosa, fu riconosciuto alle comunità cristiane il diritto all'esistenza.
A seconda delle fonti il numero di cristiani (cattolici, protestanti, ortodossi) varia da 1 a 3 milioni di fedeli. Nonostante il numero esiguo di fedeli, ultimamente in Giappone si sono diffuse alcune tradizioni della religione cristiana anche tra i giapponesi che non si professano di fede cristiana, quali il matrimonio in chiesa, il festeggiamento del Natale e di San Valentino. Inoltre a Shingō, villaggio della prefettura di Aomori, è legata una leggenda secondo la quale la tomba di Gesù Cristo sarebbe situata all'interno del villaggio.

### Islam

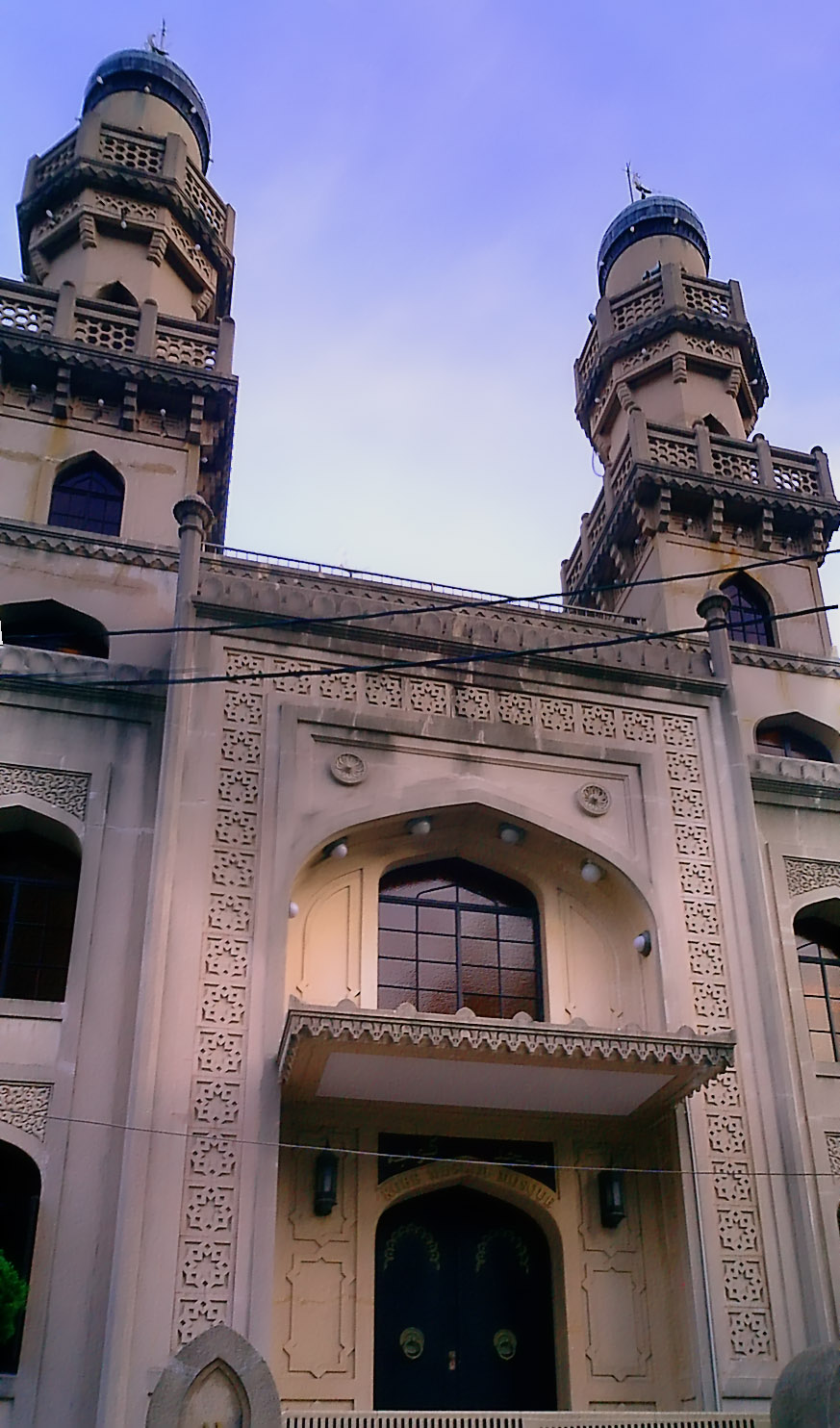
La moschea di Kobe

La religione islamica si è sviluppata solo di recente nell'arcipelago giapponese. Non ci sono fonti certe di come siano avvenuti i primi contatti tra l'islam e il Giappone, né eventuali tracce storiche della divulgazione dell'Islam in Giappone, ad eccezione di alcuni casi isolati di contatti tra giapponesi e musulmani di altri Paesi prima del 1868.
L'islam incominciò ad essere riconosciuto dalla cultura giapponese come parte del pensiero religioso occidentale nel 1877, mentre nello stesso periodo fu tradotto in lingua giapponese La vita del profeta Muhammad, il quale contribuì a ritagliare all'islam un posto nella immagine intellettuale del popolo giapponese, ma solo come una conoscenza e una parte della storia delle culture. I primi giapponesi che si convertirono all'islam furono Mitsutaro Takaoka nel 1909, prendendo il nome di Omar Takaoka dopo il pellegrinaggio alla Mecca; e Bumpachiro Ariga, il quale, facendosi chiamare Ahmad Ariga, viaggiò per l'India divulgando la parola di Maometto. Tuttavia, studi recenti hanno rivelato che un altro giapponese noto come Torajiro Yamada è stato probabilmente il primo musulmano giapponese che abbia visitato la Turchia, prendendo il nome Abdul Khalil e compiendo probabilmente il pellegrinaggio alla Mecca.
I dati passati parlavano di un numero vicino ai 30.000 giapponesi musulmani risiedenti in Giappone nel 1982. Ciò fu possibile grazie al boom economico degli anni ottanta, il quale provocò un'ondata di immigrazioni dal resto dell'Asia, portando infine all'integrazione degli stessi immigrati con la popolazione locale. La maggior parte delle stime parla di una popolazione musulmana totale di circa 100.000 individui. L'islam rimane tuttora una minoranza religiosa in Giappone, anche se dal 1990 sono aumentati il numero delle conversioni all'islam per via soprattutto di numerosi giovani nativi giapponesi che sposavano donne musulmane; inoltre, nel 2000 Keiko Sakurai aveva stimato il numero di musulmani giapponesi in Giappone a 63.552, e circa 70.000-100.000 stranieri musulmani residenti nel Paese. Ciò nonostante, non è possibile stabilire con certezza il numero di musulmami stranieri e nativi in Giappone, in quanto il governo giapponese non raccoglie statistiche sulla religiosità dei suoi cittadini, rispettando l'articolo 20 della sua Costituzione che riserva la piena libertà religiosa ai giapponesi.
Infine si stima siano circa 30-40 le moschee presenti sul suolo giapponese, più altri 100 luoghi adibiti a luoghi di preghiera in assenza di strutture adeguate.

### Fede Baha'i
La Fede bahá'í arrivò in Giappone nel 1875 grazie all'opera di 'Abdu'l-Bahá mentre il primo giapponese che si convertì alla fede Baha'i fu Kanichi Yamamoto nel 1902, e il secondo Saichirō Fujita. Il primo convertito sul suolo giapponese fu invece Kikutaro Fukuta nel 1915. La ARDA (Association of Religion Data Archives) stima ci fossero 15.650 giapponesi di fede Baha'i nel 2005.

### Ebraismo

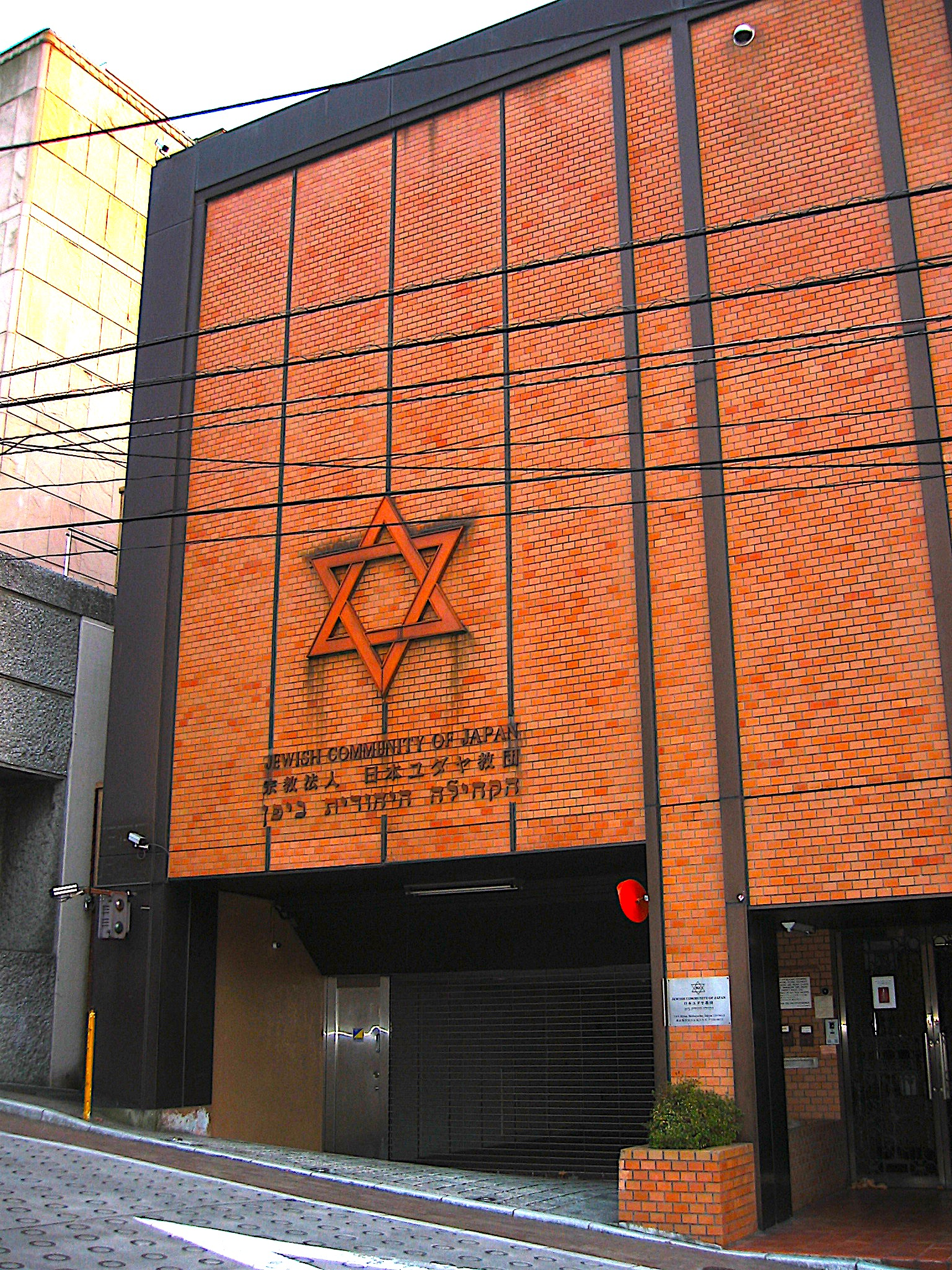
La sinagoga Beth David di Tokyo

Gli ebrei rappresentano un piccolo gruppo etnico e religioso in Giappone, attualmente composto solamente da circa 2.000 individui (pari a circa 0,0016% della popolazione totale del Giappone). Le prime testimonianze di contatti tra la religione ebraica e il Giappone risalgono al XVI secolo. Dopo la seconda guerra mondiale, con la fine della politica di isolazionismo praticata dal 1641 al 1853, gran parte dei pochi ebrei rimasti in Giappone emigrarono, molti dei quali si recarono in quel luogo che sarebbe diventato poi Israele. La maggior parte di coloro che è rimasto in Giappone si è sposato ed è stato assimilato nella società giapponese.
Una grande comunità ebraica si stabilì nell'Ottocento in Giappone, a Kōbe, a sud dell'isola di Honshū. Ciò avrebbe influenzato notevolmente la cultura religiosa giapponese, come ad esempio il rito che si svolge ogni anno nel santuario di Suwa, nella prefettura di Nagasaki, durante il quale un ragazzo viene legato con una corda ad un palo di legno, e successivamente posto su un tappeto di bambù. A quel punto un sacerdote scintoista con un coltello taglia la parte superiore della colonna di legno, e prima di trafiggere il ragazzo viene fermato da un altro sacerdote, e il ragazzo viene liberato Questo rito ricorderebbe la storia della Bibbia in cui Isacco viene liberato dopo che un angelo impedisce ad Abramo di sacrificarlo.
Le sinagoghe più importanti in Giappone sono due: la sinagoga Beth David a Tokyo e la sinagoga Ohel Shlomo a Kōbe. L'organizzazione Chabad-Lubavitch dispone, inoltre, di due centri comunità a Tokyo.

### Altre religioni
In Giappone sono diffuse in modo minore anche altre piccole religioni quali la religione ryukyuana, che ha avuto origine ed è stata influenzata dallo scintoismo, e da varie religioni cinesi, osservata soprattutto dalla gente di Okinawa; il giainismo, con tre templi giainisti presenti sul suolo giapponese; il taoismo, l'induismo oltre a 217.154 testimoni di Geova.

## Tradizioni religiose

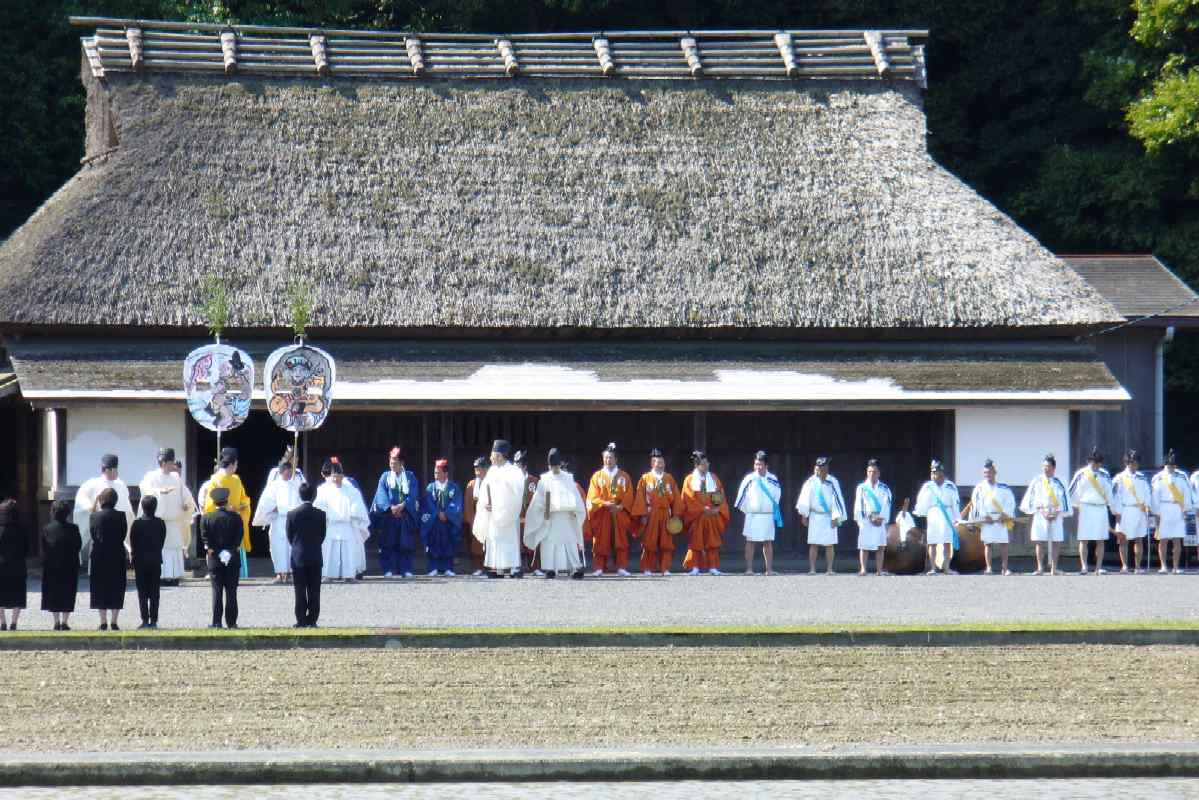
Un jinja, luogo da cui partono le celebrazioni del matsuri

Ci sono due categorie di feste in Giappone: i matsuri (festival tradizionali), che sono in gran parte di origine scintoista e riguardano la coltivazione del riso e del benessere spirituale della comunità locale, e nenjyū gyoji (eventi annuali), che sono in gran parte di origine cinese o buddista. Pochissimi matsuri o nenjyū gyoji sono feste nazionali, ma sono inclusi nel calendario nazionale degli eventi annuali. La maggior parte dei matsuri sono eventi locali che seguono le tradizioni locali. Essi possono essere sponsorizzati dalle scuole o dalla città, ma sono più spesso associati ai santuari shintoisti.
La maggior parte delle feste sono di natura laica, ma i due più significativi per la maggior parte dei giapponesi, il Capodanno e l'Obon, attirano, rispettivamente, numerosi visitatori ai santuari shintoisti o ai templi buddisti. Le vacanze di Capodanno (dal 1º al 3 gennaio) sono caratterizzate dalla pratica delle tradizioni locali e il consumo di alimenti caratteristici. Tra le tradizioni vi è l'usanza di visitare i santuari shintoisti e di pregare per aver cambio benedizioni per la famiglia in vista del prossimo anno, vestirsi con il kimono, appendere decorazioni speciali, partecipare ai banchetti di spaghetti soba, ai giochi di carte e recitare poesie. Durante l'Obon (dal 13 al 16 agosto) vengono accese candele, fili di canapa e fiaccole chiamate kadobi, le quali fungono da guida per aiutare gli spiriti a trovare la strada di casa e ricongiungersi sulla terra, il 15 agosto è tradizione visitare il cimitero e pregare per i propri cari defunti, mentre il giorno seguente vengono preparate delle imbarcazioni con dentro delle piccole offerte da dare all'anima da portare con sé durante il viaggio di ritorno e si lasciano galleggiare nell'acqua di un fiume.